# Konduriidae
De Konduriidae zijn een familie van uitgestorven tweekleppigen uit de infraklasse Euheterodonta.